# Luzianes-Gare
Luzianes-Gare es una freguesia portuguesa del concelho de Odemira, con 96,98 km² de superficie y 480 habitantes (2001). Su densidad de población es de 4,9 hab/km².